# Teatro Leal
El Teatro Leal es un edificio situado en la calle Obispo Rey Redondo en la ciudad de San Cristóbal de La Laguna (Tenerife, Canarias, España). Fue construido por orden de Antonio Leal en 1915, con planos del arquitecto Antonio Pintor Ocete.

## Historia

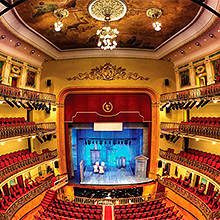
Interior del Teatro Leal.

Es un edificio de estilo renacentista ecléctico. Su fachada se caracteriza por la profusión de elementos florales, animales y personajes, todos ellos realizados por Manuel López Ruiz. En su interior, destacan las pinturas murales y del techo, obras de López Ruiz y de Manuel Verdugo.
Fue ampliamente utilizado en variados espectáculos, y ha sido especialmente reconocido su papel como sede de las primeras proyecciones cinematográficas de La Laguna gracias a los famosos hermanos empresarios Juan de la Cruz y Antonio de la Cruz.
El 6 de septiembre de 1926 se estrenó aquí la película de acción El ladrón de los guantes blancos, íntegramente rodada en Tenerife. Fueron sus directores Romualdo García de Paredes y José González Rivero (gerente del Teatro Leal). La productora Rivero Film realizó además cerca de 10 documentales y noticieros, que también se estrenaron en esta sala.
En 1984, el teatro Leal apareció en el primer censo de espacios teatrales públicos elaborado por el Centro de Documentación Teatral y se incorporó a la lista de teatros públicos que deberían ser restaurados.
En 1990 se cerró al público por problemas en su cubierta. Un año después (1991), mediante un informe técnico encargado por el Ayuntamiento de La Laguna, se cayó en la cuenta de que el Teatro Leal era uno de los pocos que se quedaron sin acceso a tales ayudas.
En el año 2000, el Ministerio de Fomento y el Cabildo de Tenerife encargaron la redacción del proyecto de restauración y reforma del Teatro al arquitecto Ángel Luis Fernández Muñoz. Este proyecto fue redactado en septiembre de 2000.
En 2001 el Ministerio de Fomento del Gobierno de España encargó la dirección de la obra al arquitecto Ladislao Díaz Márquez. 
Tras una serie de vicisitudes, en el verano de 2008 se termina la obra de restauración del Teatro Leal. Se dedica la semana del 8 al 13 de septiembre a unas visitas guiadas del patio de butacas y de la Sala de Cámara situada en la azotea del edificio. El concierto de inauguración  se celebró el 18 de septiembre de 2008.
Después de la restauración, el aforo total del Teatro Leal pasó a ser de 512 espectadores.

## Capacidad por niveles
| Nivel   | Sector         | Capacidad   |
| ------- | -------------- | ----------- |
| Nivel 0 | Patio y platea | 274 + 4 PMR |
| Nivel 1 | Palco          | 72          |
| Nivel 2 | Honor          | 76          |
| Nivel 3 | Balcón         | 86          |
| Total   | Total          | 512         |